# Атрии
Атриите (gens Atria) са фамилия от Древен Рим.
Известни от фамилията:
- Квинт Атрий, лейтенант на Цезар по време на втория поход в Британия 54 пр.н.е.[1]

- Публий Атрий, конник (eques) 47 пр.н.е.[2]

- Квинт Атрий Клоний, провинциален управител на Тракия (210-213 г.) и на Тараконска Испания (между 222 и 235 г.)